# Nucli històric de Constantí
El Nucli històric de Constantí és una obra de Constantí (Tarragonès) protegida com a Bé Cultural d'Interès Local.

## Descripció
L'origen de Constantí està associat a l'arribada dels cossetans, poble d'origen no ibèric, però que estava fortament iberitzat. A conseqüència de la seva proximitat amb Tarraco, va rebre forta influència durant la dominació romana. El primer indret a ocupar-se va ser Centcelles, que es va convertir en una gran vila rústica on hi havia una explotació agrícola. A mitjans del segle IV es va aixecar l'edifici que es conserva, aquest no és el nucli actual del poble.
L'origen de l'actual Constantí està al voltant del segle xiii, amb obres importants com el castell. La vila estava dividida en dos: la vila de Dalt i la vila de Baix. A partir del segle XVII i XVIII, comencen a aparèixer noms de carrers que encara es mantenen. La vida de Constantí està molt lligada al llarg de tota la seva història a l'arquebisbat de Tarragona. A partir del segle xvi, l'arquebisbat juntament amb la comunitat de preveres de l'església de Constantí, s'encarregaran de l'establiment de finques i del cobrament de censos als pagesos de Constantí.